# یواس‌اس وگو
یواس‌اس وگو ممکن است به یکی از موارد زیر اشاره داشته باشد:
- یواس‌اس وگو (اس‌پی-۱۱۹۶)
- یواس‌اس وگو (اف‌اف-۱۰۴۷)